# Xfce
Xfce er et skrivebordsmiljø til Unix og Unixlignende systemer som f.eks. GNU/Linux, *Solaris og *BSD. Xfce bruger Xfwm som window manager og GTK+ 2 og nu også GTK+ 3 til komponenter. I grundpakken medfølger to paneler: en som viser åbne programmer og en med genveje til programmer. En menu med alle tilgængelige programmer er tilgængelig, når man højreklikker på skrivebordet. Det er også muligt at få en knap, der viser samme menu til panelet.
Xfce følger med flere Linux-distributioner som et alternativ til f.eks. GNOME eller KDE, og er det forudindstillede valg i f.eks xubuntu, Zenwalk og "Linux Mint Debian – Xfce". 
Xfce har opnået en vis popularitet blandt folk med ældre og mindre kraftfulde computere, eftersom det er et brugervenligt, men mindre resursekrævende skrivebordsmiljø.
De nyeste versioner er dog tæt på Gnome 2, hvad funktionalitet angår.
Xfce stod tidligere for "XForms Common Environment", men Xfce er siden blevet skrevet om, så den ikke længere bruger XForms toolkit. Xfce beholdt dog sit navn. Udviklerne siger, at forkortelsen ikke står for noget længere. 

### Distributioner med Xfce som standard
- Zenwalk – en GNU/Linux distribution, der bygger på Slackware
- Slax Popcorn Edition – en GNU/Linux distribution, der bygger på Slackware Arkiveret 24. juli 2005 hos  Wayback Machine
- Xubuntu – en GNU/Linux distribution, der bygger på Ubuntu